# Бања Кањижа
Бања Кањижа се налази на североистоку Бачке, дела Војводине који се простире између Дунава, Тисе и границе Србије са Мађарском.

## Географски положај
Бања Кањижа посвећена је балнеолошком центру који се по лековитости воде и добро организованој здравственој служби брзо прочуо изван граница Војводине и Србије. Кањижа се налази на североистоку Бачке, дела Војводине који се простире између Дунава, Тисе и границе Србије и Мађарском. То је пространа и плодна равница, која се одликује бројним природним и антропогеним специфичностима. Овај део наше земље, иако на први поглед бескрајан и монотон, интересантан је колико и сви остали делови Србије. То посебно важи за део Бачке непосредно уз Тису, за Потисје, у коме са својим функцијама, величином и развојем бањског туризма посебно истиче Кањижа, град са бањом на 86 m надморске висине. Ово насеље, дуге традиције, удаљено је од Новог Кнежевца 3 km, Хоргоша 14 km, Чоке 17 km, Сенте 22 km, Палића 32 km, Суботице 40 km, Новог Сада 110 km и Београда 200 km.

## Историјат
До 1976. године лечилиште је пословало у оквирима Дома здравља у Кањижи, када се издваја у самосталну организацију, која је 1998. године добила сертификат ISO 9002 за услуге здравства, хотелијерства и угоститељства, са жељом запослених да се стање још више унапреди. То је Завод за специјализовану рехабилитацију, чији лекари у превентиви, терапији и рехабилитацији примењују савремене медицинске доктрине на бази природних лековитих фактора и медикаментозе. Боравак у Кањижи омогућује посетиоцима релаксацију, регенерацију, рекреацију, превенцију и негу лепоте. Посетиоцима бање на располагању су џакузи-каде, трим-кабинети, соларијум, базен за терапију, каде, релаксациона ручна масажа, термоаромна терапија, базен за рекреацију, сауна, теретана, вакуум-терапија, кинезитерапија, чокоминт и алге, муљ као маске за тело, гипсане облоге, лимфна дренажа ногу и руку и сл.

## Минерални извори
На територије Кањиже постоје три хоризонта артешке воде. Први је на дубини 70–95 m и даје воду температуре 16 °C. Други водоносни хоризонт је на дубини 150-185 m. Температура воде у њему је 17 °C. Трећи водоносни хоризонт је на дубини већој од 200 m. Записано је да из тих дубина добија воду бунар артешког купатила. Температура воде је 27 °C, а издашност до 100 l/min. Први бунар је бушен 1908. године на периферији града на месту званом Пашњак, које је нешто више од купатила те се вода слободним падом доводила до купатила, које 1913. године, одлуком Градског савета добија назив Кањишко купатило чудотворног бунара, а нешто касније Артешко купатило Кањиже
Прве хемијске анализе воде потичу из 1910. године. Тада је констатовано да је вода алкално-кисела хипертермна, да има доста слободне угљене киселине колоидно растворених соли у виду силицијум-оксида и гвожђа.
Вести о лековитој води код Кањиже, која се налази поред средњег дела тока Тисе, шириле су се брзо. Мали објекти за смештај и купање нису задовољавали потребе бројних посетилаца. Због тога је 1913. године основано Акционарско друштво Кањишки чудотворни бунар. На основу уговора са градом, вода је доведена до градског парка где је изграђено купатило. Тако се формирала бања, која је најпре имала 12 соба са 20 лежаја намењених гостима. Терапија се састојала од пијења воде, купања и блатних облога. После Другог светског рата изграђено је ново купатило, а постављено је и неколико хидролошких бушотина, од којих једна достиже дубину од 1140 m. Добијене су веће количине воде, чија температура достиже 51 °C, 64 °C и 72 °C. У води има растворених оксида силицијума-диоксида, борне киселине, гвожђа и алуминијума. Међу микроелементима, као носиоцима лековитости, доминирају литијум, баријом, манган, хром и бакар. Блага природна радиоактивност потиче од радијума.
Вода првог бунара има температуру 27 °C, на месту изласка на површину, односно 20-23 °C у доводним цевима. Бунар даје 6 l/s минералне воде која припада натријум-хидрокарбонатно-хлоридним хипотермама. Укупна минерализација воде је 1,588g/l. Количина сувог остатка је 1,360 mg/l, док слободних гасова нема. У води има раствореног силицијум-диоксида, борне киселине, гвожђа и алуминијума. Лековите компоненте потичу од литијума, баријума, стронцијума и благе радиоактивности условљене радијумом.
Воде другог бунара, који је у документима означен као бушотина К/X, достиже температуру од 51 °C и припада натријум-хидрокарбонатно-сулфидним хипотермама. Суви остатак после жарења на 180 °C износи 1,63 mg/l. Реакција је алкална јер је pH вредност 8,6. У води има трагова слободног водоника и колоидно раствореног силицијум диоксида и гвожђа оксида.
Поред термоминералне воде, у Кањижи се за терапију и лековито блато. Због великог топлотног капацитета кањишки пелоид дуго задржава исту температуру, те постављен на оболеле делове тела, доприноси излечењу. Анализом пелоида утврђено је да у њему има материја растворених у етру и алкохолу. У растворљивом делу пелоида има гвожђа, алуминијума, калцијума, магнезијума и карбоната. Хлориди, сулфати и алкални неметали јављају се у траговима. Пелоидне облоге се припремају са термоминералном водом, те су значајне за терапију.

## Лечење и посећеност
У заводу за специјализовану рехабилитацију у Кањижи лече се различите врсте хроничног инфламаторног реуматизма, дегенеративни реуматизам, екстраартикуларни реуматизам и последица траума, повреда костију и мишића. Брзим и безболним прегледом овде се дијагностикује остеопороза, болест која изазива слабљење костију и по учесталости је на трећем месту одмах иза болести срца и крвних судова. Бања Кањижа је значајна за рехабилитацију деце, припреме спортиста, конгресе скупова и анти целулит програм. Одликује се изванредном опремљеношћу и професионалношћу запослених. Бања је позната по медицинско рехабилитационом програму који траје три до пет дана и назива се „Пуњене Батериј”а. Састоји се од добро дозираног и контролисаног третмана физичких активности, вожње бицикла, вежби, вожње чамцем на Тиси и пецањем на овој реци. Третман се прилагођава сваком госту посебно и усклађује се са начином исхране и бањским процедурама.
Године 1973. регистровано је 590 посетилаца који су остварили 10 495 ноћења. До 1980. године број посетилаца се повећао на преко 7000, а број ноћења премашио 39 780. Данас посећеност троструко већа. Повећана потражња условила је изградњу нових објеката, међу којима се посебно истиче „Аквамарин”, саграђен 1979. године, са планом да се убрзо прошири. Овај хотел има 150 лежаја и бројне садржаје које боравак, лечење, рекреацију и рехабилитацију чине пријатнијим. Стационар Абела има 150 лежаја. Од 2004. године ради „Аква Панон” и „Лупус”, који су пре стога представљали делове апартманског насеља. Планирана је изградња хотела „Ана”, који ће имати 108 соба.